# Bazaltutcai-kőfülke
A Bazaltutcai-kőfülke a Nagygörbő szélén, a Kovácsi-hegy Bazaltutcájában található egyik, bazaltban kialakult barlang.

## Leírás
Nagygörbőről D felé indul a 2 km-es portalanított üzemi út egy kőbányához, mely érintkezési pont, parkírozó hely lehet a barlang felkeresése során. A bánya üzemi épületeitől jobbra, Ny felé a meddőhányó aljánál elhaladva vezet az út a Bazaltutcába. A nagygörbői bányától kb. 450 m-re a Bazaltutca két párhuzamos ágának összetorkollásától 25 m-rel visszafelé, a kisebbik, magasabban lévő mellékutcában, annak DK-i falában van a barlang (kb. egy vonalban a Kőkamrával). Bejárata kis kőudvarból DNy-i irányba néz.
Befoglaló kőzete szürke bazalt, mint a többi Kovácsi-hegyi barlangnak. A kőudvarban lévő bejárata téglalap alakú, magassága 90 cm, szélessége 40 cm. A bejáraton túl küszöbbel mélyül a szelvény és mindjárt egy járható méretű, 150–180 cm magas, 1 m hosszú folyosóba lehet jutni. E folyosóból jobbra 2 m hosszú, fokozatosan összeszűkülő vak járat indul, balra 2,5 m hosszú, 2 m magas, aljában alacsonyan egy szűk lyukkal folytatódó barlangrész ágazik ki. Kevés bontással járhatóvá lehetne tenni ezt a mélyponton lévő alacsony lyukat is.
A barlang oldalfalait nagy síklapú kőtömbök alkotják. Mennyezetén két kőlap közötti résen ki is lehet látni. Alját jobbára nagy darabokból álló bazalttörmelék alkotja, csak a járhatatlan szűk rész alját képezi morzsalékos kitöltés. Hossza 7,3 m. Bejárásához segédeszközre nincs szükség. Ásatásra nem sok lehetőség van, de egy kisebb továbbjutást ígérő feltáró bontása eredményes lehet.
A barlang a vulkáni kőzetekben másodlagos úton létrejövő üregek csoportjába tartozik, ezen belül atektonikus keletkezésű barlangnak tekinthető. A Bazaltutcával egy időben keletkezett, mikor a hegy bazaltrétegének pereme elvesztette alátámasztását és kibillenve lesuvadt. E mozgás széthúzódó repedéseket hozott létre, kialakítva a Bazaltutca nyílt töréses árkait, valamint kisebb töréseket, melyek egyes esetekben barlangnak tekinthetőek. Ilyen kisebb törések mentén húzódott szét a kőzet a Bazaltutcai-kőfülke kialakulásakor is.

## Kutatástörténet
Az Eszterhás István által 1989-ben írt, Magyarország nemkarsztos barlangjainak listája című kéziratban az olvasható, hogy a Bakony hegységben, a 4440-es barlangkataszteri területen, Nagygörbőn lévő Bazaltutcai-kőfülke bazaltban alakult ki. A barlang 7,3 m hosszú és 2 m mély. A listában meg van említve az a Magyarországon, nem karsztkőzetben kialakult, létrehozott 220 objektum (203 barlang és 17 mesterséges üreg), amelyek 1989. év végéig váltak ismertté. Magyarországon 40 barlang keletkezett bazaltban. Az összeállítás szerint Kordos László 1984-ben kiadott barlanglistájában fel van sorolva 119 olyan barlang is, amelyek nem karsztkőzetben jöttek létre.
Az Eszterhás István által 1993-ban írt, Magyarország nemkarsztos barlangjainak lajstroma című kéziratban meg van említve, hogy a Bakony hegységben, a 4440-es barlangkataszteri területen, Nagygörbőn helyezkedik el a Bazaltutcai-kőfülke. A bazaltban keletkezett barlang 7,3 m hosszú és 2 m mély. Az összeállításban fel van sorolva az a Magyarországon, nem karsztkőzetben kialakult, létrehozott 520 objektum (478 barlang és 42 mesterséges üreg), amelyek 1993 végéig ismertté váltak. Magyarországon 49 barlang, illetve mesterségesen létrehozott, barlangnak nevezett üreg alakult ki, lett kialakítva bazaltban. A Bakony hegységben 123 barlang jött létre nem karsztkőzetben.